# Nahki Wells
Nahki Michael Wells (Hamilton, 1 de junio de 1990) es un futbolista bermudeño. Juega de delantero en el Luton Town F. C. de la League One de Inglaterra.

## Clubes
| Club                               | País       | Año       |
| ---------------------------------- | ---------- | --------- |
| Dandy Town Hornets                 | Bermudas   | 2009-2010 |
| Bermuda Hogges                     | Bermudas   | 2010      |
| Eccleshill United F. C.            | Inglaterra | 2010-2011 |
| Carlisle United F. C.              | Inglaterra | 2011      |
| Bradford City A. F. C.             | Inglaterra | 2011-2014 |
| Huddersfield Town A. F. C.         | Inglaterra | 2014-2017 |
| Burnley F. C.                      | Inglaterra | 2017-2020 |
| Queens Park Rangers F. C. (cedido) | Inglaterra | 2018-2019 |
| Queens Park Rangers F. C. (cedido) | Inglaterra | 2019-2020 |
| Bristol City F. C.                 | Inglaterra | 2020-2025 |
| Luton Town F. C.                   | Inglaterra | 2025-     |